# Cansjera leptostachya
Cansjera leptostachya là một loài thực vật có hoa trong họ Opiliaceae. Loài này được Benth. mô tả khoa học đầu tiên năm 1843.